# Marius Doboș
Marius Iulian Doboș (n. 29 decembrie 1980, Bacău) este un jucător de fotbal român care evoluează la clubul FCM Bacău.Și-a făcut debutul în Liga I la data de 12 august 2005 pentru clubul actual; după care a plecat la Vaslui(2006-2008), jucătorul s-a întors la FCM Bacău. În divizia B, Marius Doboșs are 80 de meciuri (titular) și a marcat 15 goluri, toate pentru FCM Bacău. În divizia C, jucătorul a evoluat la Aerostar Bacău, Pambac Bacău și FCM Bacău. Cât timp a evoluat în divizia C, jucătorul are bifate 80 meciuri (ca titular) și a marcat 30 de goluri.Pe data de 11 octombrie 2010 a apărat poarta echipei în ultimul sfert de oră al meciului. Doboș marchează primul gol al amicalelor din 2011 pentru FCM Bacău, chiar împotriva echipei la care a jucat, FC Vaslui. În meciul cu FC Ceahlăul Piatra Neamț II, Doboș marca al 3-lea gol din seria amicalelor. Pe data de 26.02.2011, Doboș a smuls aplauzele spectatorilor cu un gol frumos, în vinclu, din lovitură liberă.  